# Liste zoologischer Gärten in den Vereinigten Staaten
In dieser Liste zoologischer Gärten in den Vereinigten Staaten sind die zoologischen Einrichtungen nach Bundesstaaten sortiert.

## Alabama
- Alabama Gulf Coast Zoo, Gulf Shores
- Alabama Safari Park, Hope Hull
- Birmingham Zoo, Birmingham
- Harmony Park Safari, Huntsville
- Montgomery Zoo, Montgomery

## Alaska
- Alaska SeaLife Center, Seward
- Alaska Zoo, Anchorage
- Alaska Wildlife Conservation Center, Girdwood

## Arizona
- Arizona-Sonora Desert Museum, Tucson
- Phoenix Zoo, Phoenix
- Reid Park Zoo, Tucson
- Wildlife World Zoo,  Litchfield Park

## Arkansas
- Little Rock Zoo

## Colorado
- Cheyenne Mountain Zoo, Colorado Springs
- Landry’s Downtown Aquarium, Denver
- Denver Zoo, Denver
- Pueblo Zoo

## Connecticut
- Connecticut’s Beardsley Zoo, Bridgeport
- Mystic Aquarium & Institute

## Delaware
- Brandywine Zoo, Wilmington

## Florida
- Arcadia Peace River Refuge, Zolfo Springs
- Disney’s Animal Kingdom, Bay Lake
- Flamingo Gardens, Davie
- Santa Fe Community College Teaching Zoo, Gainesville
- The Zoo, Gulf Breeze
- Jacksonville Zoo and Gardens, Jacksonville
- Living Seas, Lake Buena Vista
- Central Florida Zoological Park, Lake Monroe
- Lion Country Safari, Loxahatchee Groves
- Brevard Zoo, Melbourne
- Zoo Miami, Miami
- Caribbean Gardens - The Zoo in Naples, Naples
- Sea World, Orlando
- Mote Marine Laboratory, Sarasota
- St. Augustine Alligator Farm
- Florida Aquarium, Tampa
- Zoo Tampa, Tampa
- Busch Gardens, Tampa Bay
- West Palm Beach Zoo at Dreher Park
- White Oak Conservation Center, Yulee

## Georgia
- Cecil B. Day Butterfly Center, Pine Mountain
- Chehaw Wild Animal Park, Albany
- Georgia Aquarium, Atlanta
- Zoo Atlanta, Atlanta

## Hawaii
- Waikiki Aquarium, Honolulu
- Honolulu Zoo
- Sea Life Park Hawaii, Waimanalo

## Idaho
- Zoo Boise, Boise
- Tautphaus Park Zoo, Idaho Falls

## Illinois
- Miller Park Zoo, Bloomington
- Brookfield Zoo, Brookfield
- John G. Shedd Aquarium, Chicago
- Lincoln Park Zoo, Chicago
- Scovill Zoo, Decatur
- Glen Oak Zoo, Peoria
- Henson Robinson Zoo, Springfield
- Cosley Zoo, Wheaton

## Indiana
- Exotic Feline Rescue Center, Center Point
- Mesker Park Zoo and Botanic Gardens, Evansville
- Fort Wayne Children’s Zoo
- Indianapolis Zoo, Indianapolis
- Potawatomi Zoo, South Bend

## Iowa
- Blank Park Zoo, Des Moines

## Kalifornien
- Charles Paddock Zoo, Atascadero
- Living Desert Zoo and Gardens State Park, Carlsbad
- Sequoia Park Zoo, Eureka
- Zoological Gardens of Fresno, The Chaffee
- Birch Aquarium, La Jolla
- Micke Grove Zoo, Lodi
- Aquarium of the Pacific, Long Beach
- Los Angeles Zoo, Los Angeles
- Monterey Bay Aquarium, Monterey
- Oakland Zoo
- The Living Desert Zoo and Gardens, Palm Desert
- Sacramento Zoo, Sacramento
- San Diego Zoo, San Diego
- San Diego Zoo Safari Park, Escondido
- SeaWorld San Diego
- Aquarium of the Bay, San Francisco
- Steinhart Aquarium, San Francisco
- San Francisco Zoo, San Francisco
- Happy Hollow Zoo, San José
- Coyote Point Museum, San Mateo
- Cabrillo Marine Aquarium, San Pedro
- Santa Ana Zoo
- Santa Barbara Zoological Gardens
- Six Flags Marine World, Vallejo

## Kansas
- Emporia Zoo
- Lee Richardson Zoo, Garden City
- Hutchinson Zoo
- Sunset Zoological Park, Manhattan
- Rolling Hills Refuge Wildlife Conservation Center, Salina
- Topeka Zoological Park
- Sedgwick County Zoo, Wichita

## Kentucky
- Louisville Zoo, Louisville
- Newport Aquarium

## Louisiana
- Alexandria Zoological Park, Alexandria
- BREC’s Baton Rouge Zoo, Baton Rouge
- Aquarium of the Americas, New Orleans
- Audubon Zoo, New Orleans

## Maryland
- Maryland Zoo, Baltimore
- National Aquarium in Baltimore
- Salisbury Zoological Park

## Massachusetts
- Capron Park Zoo, Attleboro
- New England Aquarium, Boston
- Franklin Park Zoo, Boston
- Boston Museum of Science
- Stone Zoo, Stoneham

## Michigan
- Binder Park Zoo, Battle Creek
- John Ball Zoological Garden, Grand Rapids
- Potter Park Zoological Gardens, Lansing
- Detroit Zoo, Royal Oak
- Belle Isle Aquarium, Royal Oak
- Belle Isle Zoo, Royal Oak

## Minnesota
- Minnesota Zoo, Apple Valley
- Superior Zoological Gardens, Duluth Lake
- Saint Paul’s Como Zoo

## Mississippi
- Jackson Zoological Park

## Missouri
- Kansas City Zoo, Kansas City
- Dickerson Park Zoo, Springfield
- American National Fish & Wildlife, Springfield
- St. Louis Zoo, St. Louis

## Montana
- Zoo Montana, Billings
- Grizzly & Wolf Discovery Center, West Yellowstone

## Nebraska
- Lee G. Simmons Conservation Park and Wildlife Safari, Ashland
- Folsom Childern’s Zoo and Botanical Gardens, Lincoln
- Omaha’s Henry Doorly Zoo, Omaha

## Nevada
- Shark Reef at Mandalay Bay, Las Vegas

## New Jersey
- Adventure Aquarium, Camden
- County Park Zoo, Cape May
- Bergen County Zoological Park, Paramus

## New Mexico
- Alameda Park Zoo, Alamogordo
- Albuquerque Biopark Zoo, Albuquerque
- Living Desert Zoo & Gardens State Park, Carlsbad

## New York
- Ross Park Zoo, Binghamton
- Prospect Park Zoo, Prospect Park, Brooklyn
- Buffalo Zoo, Buffalo
- Queens Zoo, Flushing
- Trevor Zoo at Millbrook School, Millbrook
- Bronx Zoo, New York
- Central Park Zoo, New York
- New York Aquarium, New York
- Seneca Park Zoo, Rochester
- Rosamond Gifford Zoo, Syracuse
- Staten Island Zoo
- Utica Zoo
- New York State Living Museum, Watertown

## North Carolina
- North Carolina Zoo, Asheboro
- Western North Carolina Nature Center, Asheville
- Atlantic Beach North Carolina Aquarium, Raleigh
- North Carolina Aquarium at Fort Fisher, Kure Beach
- North Carolina Aquarium on Roanoke Island, Manteo

## North Dakota
- Dakota Zoo, Bismarck
- Roosevelt Park Zoo, Minot
- Chahinkapa Zoo, Wahpeton

## Ohio
- Akron Zoological Park, Akron
- Six Flags World of Adventure, Aurora
- Cincinnati Zoo and Botanical Garden, Cincinnati
- Cleveland Metroparks Zoo, Cleveland
- Riverbanks Zoo & Garden Columbia, Columbia
- Columbus Zoo and Aquarium
- The Wilds, Cumberland
- The Boonshoft Museum of Discovery, Dayton
- Port Clinton African Safari Wildlife Park
- Toledo Zoo, Toledo

## Oklahoma
- Oklahoma City Zoo, Oklahoma City
- Tulsa Zoo and Living Museum

## Oregon
- Oregon Coast Aquarium, Newport
- Oregon Zoo, Portland
- Winston Wildlife Safari

## Pennsylvania
- Clyde Peeling’s Reptiland, Allenwood
- Erie Zoo
- ZooAmerica - North American Wildlife Park, Hershey
- Elmwood Park Zoo, Norristown
- Philadelphia Zoo, Philadelphia
- Zoological Society of Philadelphia
- National Aviary, Pittsburgh
- Pittsburgh Zoo & Aquarium

## Rhode Island
- Roger Williams Park Zoo, Providence

## South Carolina
- South Carolina Aquarium, Charleston
- Greenville Zoo
- Myrtle Beach Ripley’s Aquarium
- Pawleys Island Brookgreen Gardens

## South Dakota
- Great Plains Zoo and Delbridge Museum, Sioux Falls
- Bramble Park Zoo, Watertown

## Tennessee
- Zoo at Warner Park Zoo, Chattanooga
- Tennessee Aquarium, Chattanooga
- Ripley’s Aquarium of the Smokies, Gatlinburg
- Knoxville Zoological Gardens
- Memphis Zoo
- Nashville Zoo, Nashville

## Texas
- Abilene Zoological Gardens, Abilene
- Gladys Porter Zoo, Brownsville
- Texas State Aquarium, Corpus Christi
- Dallas World Aquarium, Dallas
- Dallas Zoo, Dallas
- El Paso Zoo
- Fort Worth Zoo, Fort Worth
- Rainforest at Moody Gardens, Inc., Galveston
- Fossil Rim Wildlife Center, Glen Rose
- Houston Zoo, Houston
- Ellen Trout Zoo, Lufkin
- Sea World, San Antonio
- San Antonio Aquarium, San Antonio
- San Antonio Zoo, San Antonio
- Caldwell Zoo, Tyler
- Texas Zoo, Victoria
- Cameron Park Zoo, Waco

## Utah
- Tracy Aviary, Salt Lake City
- Utah’s Hogle Zoo, Salt Lake City

## Virginia
- Metro Richmond Zoo, Chesterfield County
- Virginia Zoological Park, Norfolk
- Mill Mountain Zoo, Roanoke
- Virginia Marine Science Museum, Virginia Beach

## Washington
- Northwest Trek Wildlife Park, Eatonville
- Woodland Park Zoo, Seattle
- Seattle Aquarium
- Point Defiance Zoo & Aquarium, Tacoma

## Washington, D.C.
- Smithsonian National Zoological Park, Washington, D.C.

## West Virginia
- Oglebay’s Good Zoo, Wheeling

## Wisconsin
- Baraboo International Crane Foundation, Baraboo
- Northeastern Wisconsin (NEW) Zoo, Green Bay
- Henry Vilas Zoo, Madison
- Milwaukee County Zoo, Milwaukee
- Racine Zoological Gardens, Racine